# Hopfenbach (Adelsgeschlecht)
Die Herren von Hopfenbach – Slowenisch Hmeljniški – zählten zum Uradel Krains. Valvasor reiht sie in die Adelsgeschlechter ein, die dem Ritterstand angehörten, jedoch schon zu seiner Zeit „mit Namen und Stamm“ erloschen sind.
Das Geschlecht wird 1223 erstmals urkundlich erwähnt, als die Brüder Adelhold, Rupprecht, Pucelin, Friedrich und Friedrich der Ältere mit Heinrich als Besitzer bzw. Bewohner der Burg Hopfenbach (slow. Hmeljnik) aufscheinen. Sie waren bis 1209 Ministeriale der Weichselberger und bis 1228 die der Andechser.

## Wappen

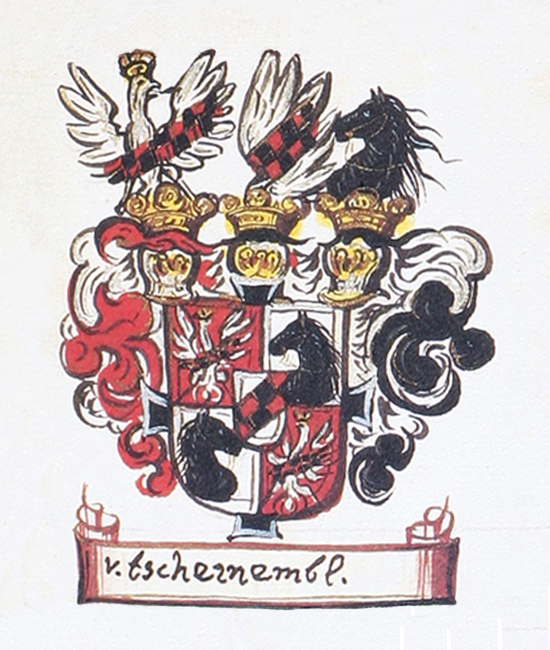
Wappen der Tschernembl, im 2. und 3. Feld das Wappen der Hopfenbach

Dušan Kos zeigt in seinem Buch Vitez in Grad ein Siegel des Niklein II. v. Hopfenbach. Im Schild ein Pferdekopf. Das Siegel wird aufbewahrt im Archiv Sloweniens unter der Signatur ARS ZL 1374 IX 12.
Das Wappen sollen laut Spener die Tschernembl übernommen haben. Dort ist der schwarze Ross-Kopf mit rotem Gezeug dargestellt.

## Besitz
Der einzige Besitz der Hopfenbach in Krain dürfte die gleichnamige Burg in der Nähe vom heutigen Novo mesto in Unterkrain gewesen sein.
Valvasor berichtet darüber so:
„Dieses ist ein altes Bergschloß und ehedessen ein Stammhaus der Herren von Hopfenbach gewest. Liegt auf einem hohen Berge in Untercrain, sieben Meilen von Laybach, aber nur ein von Rudolphswerth.
Der Nam Hopfenbach ist ihm entsprossen von dem Hopfen, so da herum in der Wildnis von sich selbsten und ungesäet häufig wächst. In Ansehung dessen auch die Crainerische Sprache es Hmelnik nennt. Denn Hmel heisst auf Crainerisch Hopfen.
Ersterwehnte Herren von Hopfenbach haben dieses Schloß viele Jahre besessen und im Jahre 1223 zwey Brüder dasselbe gehabt; auch würcklich nebst ihren anderen Brüder bewohnt.
Es ist aber damals das Gebäu unterschieden und zertheilt gewest in zwey Theile. Deren Eines man Ober-Hopfenbach genannt. Das Obere hat Herr Adelhold von Hopfenbach besessen und drey seiner Brüder bey ihm gewohnt, nemlich Friedrich, Ruprecht und Pucelin von Hopfenbach. Das Untere aber hat Herr Friedrich der ältere in Besitz und seinen Bruder Heinrich zum Miteinwohner gehabt. Dass also sechs Brüder auf ein Mal in diesem Schloß beysammen gewohnt wiewohl darunter nur zween rechte Hausherren und nur einer, nemlich der Herr Adelhold Castellan geweset.“
Dušan Kos merkt an:
„Die bauliche Duplizität der mächtigen Burg (zwei Palasse mit Turm und Ringmauer), ist erwiesen, erwiesen ist aber auch die repräsentative spätgotische bauliche Umgestaltung, die von der Macht und dem Ansehen der Bewohner der Burg Ende des Mittelalters Zeugnis ablegt. Die Burg auf einem 507 m hohen Hügel über dem Ort Karteljevo erbaut, von wo aus die Bewohner die Gegend und die Wege zwischen Temenitz und Radulja überwachten, war möglicherweise schon im Jahre 1223 eine Ganerbenburg.“

## Genealogie (in Anlehnung an Dušan Kos in: Vitez in Grad / Ritter und Burg)
NN
Kinder (soweit bekannt)
1. Rupprecht, 1223–1246,
2. Puclin, 1223,
Tochter, ⚭ Harbard von Auersperg,
3. Friedrich I., 1223–1238,
4. Adelheid, 1223–1238,
5. Adelhold I., 1228, † 1253, ⚭ Bertha von Neudeck, T.d. NN (II⚭ 1254 Ortholf von Auersperg, Schwager ihres Sohnes)
Kinder (des Adelhod I., soweit bekannt):
1) Frizel, 1300–1317,
2) Heinrich II., 1296,
3) Reiner I., 1296–1300,
4) Adelhold II., 1296, † nach 1313, ⚭ Sophie von Hertenberg
Kinder (des Adalbero II., soweit bekannt),
(1) Rudlieb, 1324, † 1348; ⚭ Sophie Jeterbek,
(2) Laurenz I., 1324–1354,
Sohn des Laurenz I.
Laurenz II., 1383–1386,
(3) (Albero (Albrecht) III., 1324–1376,
(4) Heinrich IV., 1324,
(5) Niklein I., 1319–1224,
Sohn (des Niklein I.)
Niklein II., 1351–1397, Pfleger zu Möttling (slow. Metlika),